# 5-й авиационный корпус дальней бомбардировочной авиации
5-й авиационный корпус дальней бомбардировочной авиации (5-й ак ДБА) — соединение Военно-Воздушных сил (ВВС) РККА, созданное для нанесения ударов в стратегической глубине обороны противника.

## Наименования корпуса

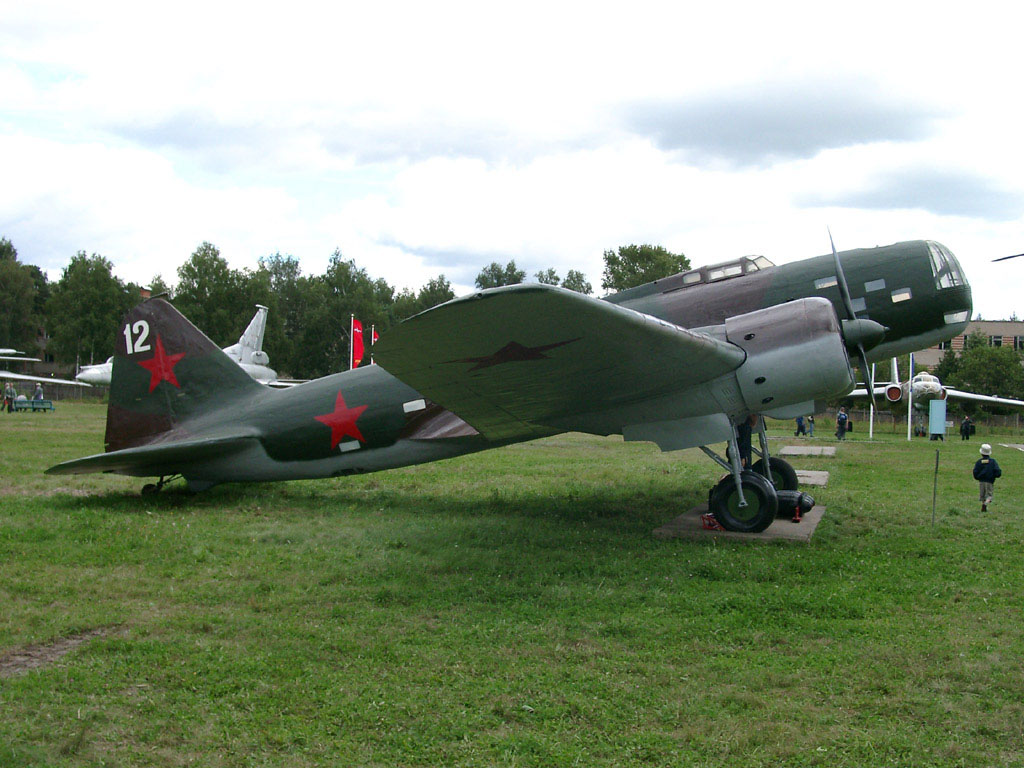
Самолёт корпуса ДБ-3

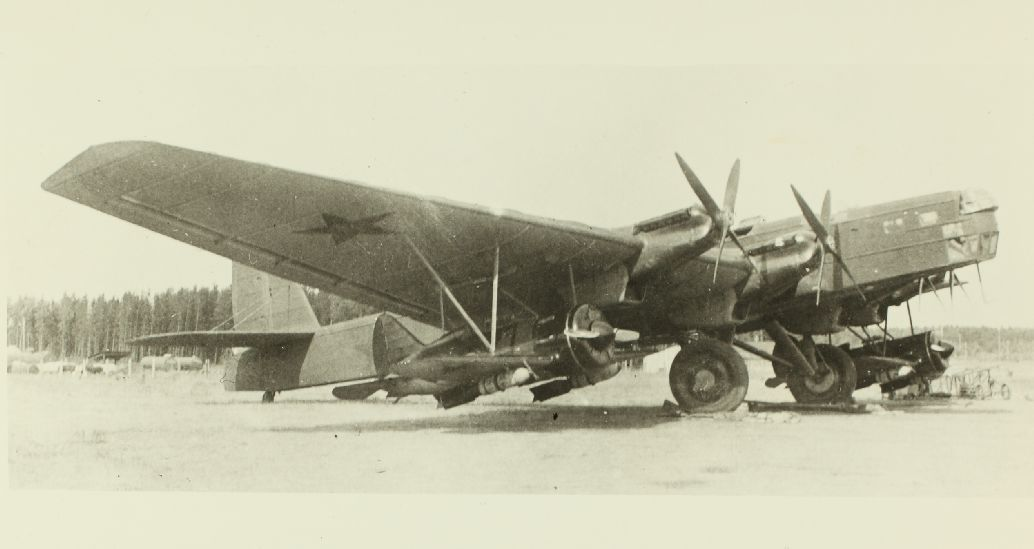
Самолёт корпуса TB-3

- 5-й авиационный корпус дальней бомбардировочной авиации

## Создание корпуса
5-й авиационный корпус дальней бомбардировочной авиации сформирован 5 ноября 1940 года

## Базирование
Корпус базировался на территории Дальневосточного военного округа.
Штаб корпуса — Хабаровск.

## Преобразование корпуса
5-й авиационный корпус дальней бомбардировочной авиации расформирован 18 августа 1941 года в соответствии с принятием новой военной доктрины в области создания резервов ставки ВГК на основании Приказа НКО СССР № 0064 от 13 августа 1941 года

## В действующей армии
Участия в боевых действиях не принимал, находился в стадии формирования.

## Командир корпуса
- полковник Горбацевич Леонид Антонович[3], 11.1940 — 04.1941

## В составе объединений
| Объединение                | Период                  |
| -------------------------- | ----------------------- |
| авиация Резерва Ставки ВГК | 05.11.1940 — 22.06.1941 |
| Дальневосточный фронт      | 22.06.1941 — 18.08.1941 |

## Соединения, части и отдельные подразделения корпуса
- 33-я дальнебомбардировочная авиационная дивизия (ДБ-3) (Воздвиженка)[4]
  - 10-й дальнебомбардировочный авиационный полк
  - 14-й дальнебомбардировочный авиационный полк
- 53-я дальнебомбардировочная авиационная дивизия (Хабаровск, Куйбышевка)[4]
  - 251-й тяжёлый бомбардировочный авиационный полк (ТБ-3)
  - 139-й дальнебомбардировочный авиационный полк (ДБ-3)
  - 22-й дальнебомбардировочный авиационный полк (ДБ-3)
- 68-я истребительная авиационная дивизия (Хабаровск, начала формирование в начале 1941 года, формирование не окончено, в июле 1941 года дивизия расформирована)
  - 300-й истребительный авиационный полк
  - 301-й истребительный авиационный полк
  - 302-й истребительный авиационный полк
  - 303-й истребительный авиационный полк

## Участие в операциях и битвах
не принимал